# Vaca Films
Vaca Films Studio S.L. es una productora de cine y televisión fundada por Emma Lustres y Borja Pena en 2003 con sede en La Coruña (España).
Su línea principal de trabajo son los largometrajes, tratando siempre de hacer películas que atraigan a un amplio público y que combinen calidad con comercialidad. 
Entre sus producciones de largometraje más destacadas sobresalen Celda 211 (en coproducción con Morena Films) dirigida por Daniel Monzón, uno de los grandes éxitos del cine reciente español, ganadora de 8 Premios Goya, entre ellos el de Mejor Película; Extinction, dirigida por Miguel Ángel Vivas y protagonizada por Matthew Fox y Jeffrey Donovan; El Niño, también dirigida por Daniel Monzón, gran éxito de taquilla y ganadora de 4 Premios Goya; Secuestrados, dirigida por Miguel Ángel Vivas, Premio Méliès de Plata y uno de los hits de terror de la temporada 2011; o Feedback, ópera prima de Pedro C. Alonso protagonizada por Eddie Marsan, Paul Anderson e Ivana Baquero, sobre el asalto a una emisora de radio.
En 2020 se estrenó su primera serie de televisión, La Unidad, en Movistar+, resultando ser el mejor estreno de la historia de la plataforma SVOD.
Actualmente trabaja en la postproducción de la serie original de Netflix El desorden que dejas, adaptación de la novela homónima de Carlos Montero, protagonizada por Inma Cuesta y Bárbara Lennie, la cual prevé su estreno en 2020.

## Títulos
| Año  | Título                | Tipo                     |
| ---- | --------------------- | ------------------------ |
| 2005 | Somne                 | Largometraje de ficción  |
| 2006 | CARGO                 | Largometraje de ficción  |
| 2006 | El Partido            | Película para Televisión |
| 2009 | Celda 211             | Largometraje de ficción  |
| 2010 | Secuestrados          | Largometraje de ficción  |
| 2010 | Retornos              | Largometraje de ficción  |
| 2011 | Invasor               | Largometraje de ficción  |
| 2012 | Lobos de Arga         | Largometraje de ficción  |
| 2013 | Somos gente honrada   | Largometraje de ficción  |
| 2014 | El Niño               | Largometraje de ficción  |
| 2015 | El desconocido        | Largometraje de ficción  |
| 2016 | Cien años de perdón   | Largometraje de ficción  |
| 2015 | Extinction            | Largometraje de ficción  |
| 2018 | La sombra de la ley   | Largometraje de ficción  |
| 2019 | Quien a hierro mata   | Largometraje de ficción  |
| 2019 | Feedback              | Largometraje de ficción  |
| 2020 | La Unidad             | Serie de televisión      |
| 2020 | El desorden que dejas | Serie de televisión      |
| 2020 | Hasta el cielo        | Largometraje de ficción  |
| 2022 | Código Emperador      | Largometraje de ficción  |